# Heinrich Christian Schwan

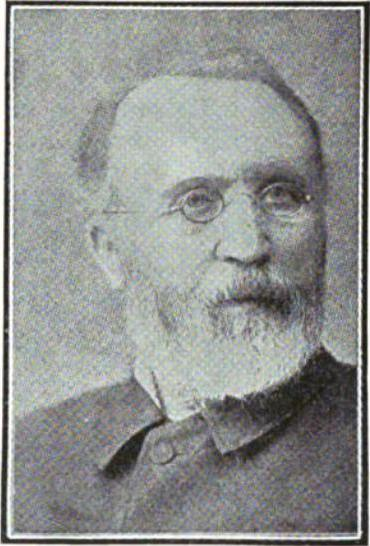
Heinrich Christian Schwan

Heinrich Christian Schwan (* 5. April 1819 in Horneburg; † 29. Mai 1905 in Cleveland) war ein deutsch-amerikanischer lutherischer Theologe. Er war Präsident der Lutheran Church – Missouri Synod (1878–1899).

## Leben
Als Sohn eines Predigers geboren, studierte Schwan Evangelische Theologie in Göttingen und Jena. Während seines Studiums wurde er 1838 Mitglied der Jenaischen Burschenschaft und im Wintersemester 1839/40 Mitglied der Burschenschaft auf dem Fürstenkeller. 1842 machte er seinen Abschluss, 1843 wurde er ordiniert und war Ende 1843 als Missionar in Bahia/Brasilien tätig, bevor er 1850 Prediger in Black Jack wurde. 1851 wurde er Pastor der lutherischen Zion-Kirche in Cleveland und nach seinem Rücktritt 1881 bis zu seinem Tod Stellvertretender Pastor. Am 24. Dezember stellte er als erster Pastor in den USA einen Weihnachtsbaum in einer Kirche auf und wird daher auch „Father of the Christmas tree“ (engl.: „Vater des Weihnachtsbaums“) genannt.
1854 bis 1857 war er Vizepräsident, 1860 bis 1878 Präsident des Central District der Lutherischen Kirche. 1854 bis 1857 und 1860 bis 1878 war er Mitglied des Board of Control des von der Synode getragenen Fort Wayne College. 1856/57 und 1859 war er Sekretär der Lutheran Free Conference. 1857 bis 1860 war er Vizepräsident, 1878 bis 1899 Präsident der Lutheran Church – Missouri Synod. 1875 war er Vizepräsident der Synodalkonferenz.

## Ehrungen
- 1893: Ehrendoktor (D. theol. h. c.) des lutherischen Seminars der norwegischen lutherischen Kirche in Oslo

## Veröffentlichungen (Auswahl)
- Zwei Reden wider die geheimen geschworenen Gesellschaften oder Logen. St. Louis, Mo. 1883.
- Kurze Auslegung des Kleinen Katechismus Dr. Martin Luthers. St. Louis, Mo. 1869, englische Ausgabe 1896, arabische Ausgabe 1983, haitianisch-französisch-kreolosche Ausgabe 1997, Nilo-Sahara-Sprachen 1998, Suaheli und Hmong 2003.